# Lespéron
Ne doit pas être confondu avec Lesperon.
Lespéron est une commune française, située dans le département de l'Ardèche en région Auvergne-Rhône-Alpes.
Ses habitants sont appelés les Lesperonais.

## Géographie

### Situation et description
La commune est située dans le sud-ouest du département de l'Ardèche. Elle est limitrophe de la Haute-Loire et de la Lozère (région Occitanie).

### Communes limitrophes
| Pradelles (Haute-Loire) | Saint-Paul-de-Tartas (Haute-Loire) | Lavillatte              |
| Langogne (Lozère)       | Lespéron                           | Saint-Alban-en-Montagne |
| Luc (Lozère)            | Cellier-du-Luc                     |                         |

### Géologie et relief
Lespéron s'étend sur 2 499 hectares.

### Climat
Pour des articles plus généraux, voir Climat d'Auvergne-Rhône-Alpes et Climat de l'Ardèche.
En 2010, le climat de la commune est de type climat de montagne, selon une étude du CNRS s'appuyant sur une série de données couvrant la période 1971-2000. En 2020, Météo-France publie une typologie des climats de la France métropolitaine dans laquelle la commune est exposée à un climat de montagne ou de marges de montagne et est dans la région climatique Sud-est du Massif Central, caractérisée par une pluviométrie annuelle de 1 000 à 1 500 mm, minimale en été, maximale en automne.
Pour la période 1971-2000, la température annuelle moyenne est de 7,8 °C, avec une amplitude thermique annuelle de 15,7 °C. Le cumul annuel moyen de précipitations est de 1 154 mm, avec 9,2 jours de précipitations en janvier et 6,1 jours en juillet. Pour la période 1991-2020, la température moyenne annuelle observée sur la station météorologique de Météo-France la plus proche, « Issanlas_sapc », sur la commune d'Issanlas à 10 km à vol d'oiseau, est de 7,3 °C et le cumul annuel moyen de précipitations est de 1 017,1 mm,. Pour l'avenir, les paramètres climatiques de la commune estimés pour 2050 selon différents scénarios d'émission de gaz à effet de serre sont consultables sur un site dédié publié par Météo-France en novembre 2022.

### Hydrographie
Cette commune est traversée par deux rivières, l'Allier et l'Espézonnette.

## Urbanisme

### Typologie
Au 1er janvier 2024, Lespéron est catégorisée commune rurale à habitat très dispersé, selon la nouvelle grille communale de densité à 7 niveaux définie par l'Insee en 2022.
Elle est située hors unité urbaine et hors attraction des villes,.

### Occupation des sols
L'occupation des sols de la commune, telle qu'elle ressort de la base de données européenne d’occupation biophysique des sols Corine Land Cover (CLC), est marquée par l'importance des forêts et milieux semi-naturels (54,3 % en 2018), en diminution par rapport à 1990 (68 %). La répartition détaillée en 2018 est la suivante : 
forêts (37,9 %), prairies (27,6 %), zones agricoles hétérogènes (16,8 %), milieux à végétation arbustive et/ou herbacée (16,4 %), terres arables (1,3 %).
L'évolution de l’occupation des sols de la commune et de ses infrastructures peut être observée sur les différentes représentations cartographiques du territoire : la carte de Cassini (XVIIIe siècle), la carte d'état-major (1820-1866) et les cartes ou photos aériennes de l'IGN pour la période actuelle (1950 à aujourd'hui).

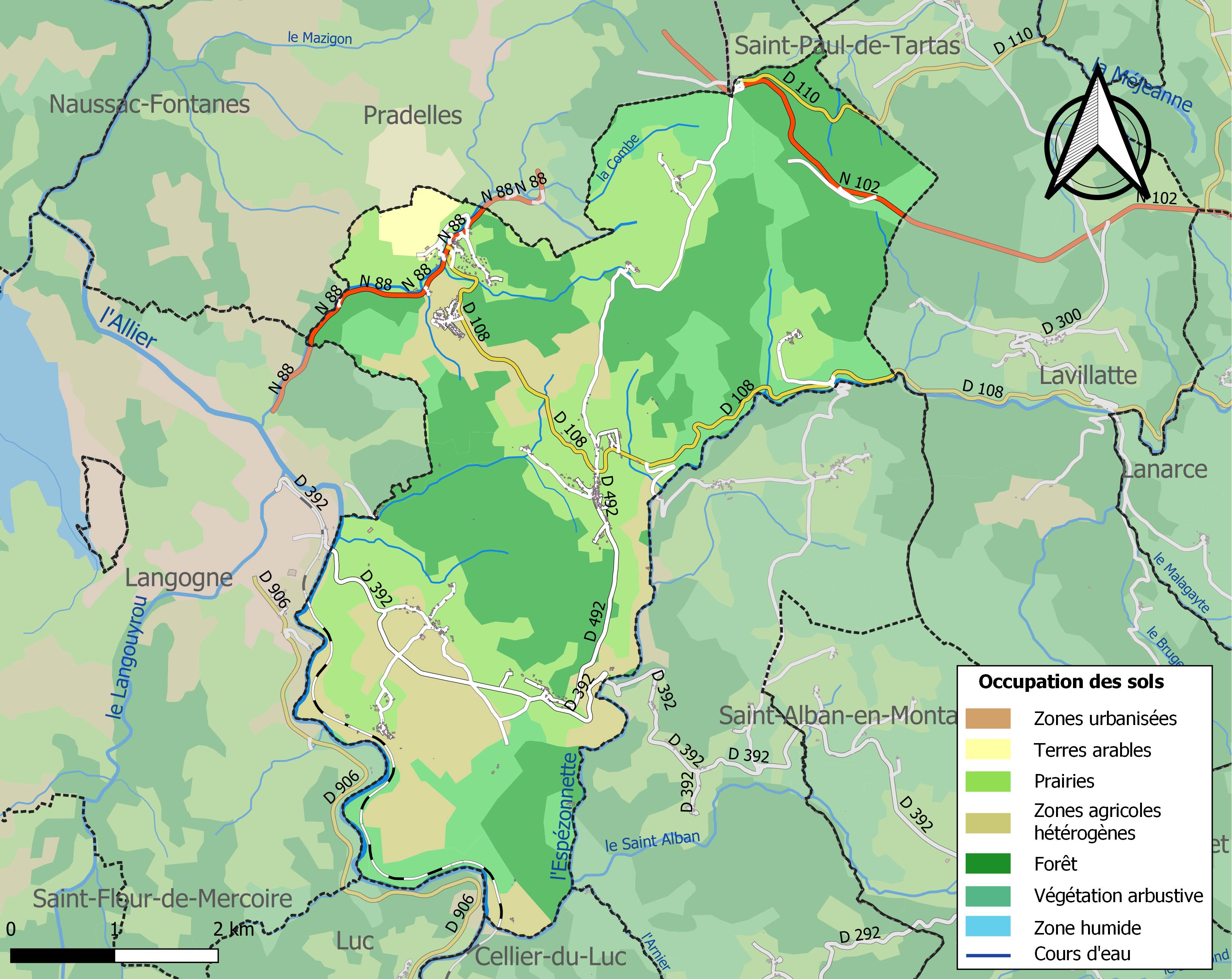
Carte des infrastructures et de l'occupation des sols de la commune en 2018 (CLC).

## Toponymie
Le nom de la commune signifie "L'éperon", de *sporo, mot francique (transcrit sporonus dans un texte latin du VIIIe siècle), même sens.

## Histoire
La commune de Lespéron possède une église classée du XIIe siècle dotée d'un clocher à peigne. L'église de Saint-Hilaire-Saint-Martin-de-Lespéron fut un prieuré de l'abbaye de Saint-Guilhem-le-Désert (Hérault) du XIe siècle à la période révolutionnaire.
Aux XIIe et XIIIe siècles, le chemin de Régordane qui mène de Saint-Gilles (Gard) au Puy-en-Velay (Haute-Loire), deux hauts lieux de pèlerinage, traverse ce village.

## Politique et administration
| Période                                  | Période                   | Identité        | Étiquette | Qualité           |
| ---------------------------------------- | ------------------------- | --------------- | --------- | ----------------- |
| Les données manquantes sont à compléter. |                           |                 |           |                   |
| 1990                                     | juin 1995                 | Thérèse Refeuil | SE        |                   |
| juin 1995                                | En cours (au 6 août 2020) | Jean Linossier, | DVD       | Employé de banque |

## Population et société

### Démographie
L'évolution du nombre d'habitants est connue à travers les recensements de la population effectués dans la commune depuis 1793. Pour les communes de moins de 10 000 habitants, une enquête de recensement portant sur toute la population est réalisée tous les cinq ans, les populations de référence des années intermédiaires étant quant à elles estimées par interpolation ou extrapolation. Pour la commune, le premier recensement exhaustif entrant dans le cadre du nouveau dispositif a été réalisé en 2008.

En 2022, la commune comptait 321 habitants, en évolution de +0,63 % par rapport à 2016 (Ardèche : +2,48 %, France hors Mayotte : +2,11 %).
| 1793 | 1800 | 1806 | 1821 | 1831 | 1836 | 1841 | 1846 | 1851 |
| ---- | ---- | ---- | ---- | ---- | ---- | ---- | ---- | ---- |
| 573  | 463  | 650  | 591  | 751  | 727  | 721  | 750  | 718  |

| 1856 | 1861 | 1866 | 1872 | 1876 | 1881 | 1886 | 1891 | 1896 |
| ---- | ---- | ---- | ---- | ---- | ---- | ---- | ---- | ---- |
| 702  | 707  | 725  | 710  | 795  | 818  | 868  | 760  | 684  |

| 1901 | 1906 | 1911 | 1921 | 1926 | 1931 | 1936 | 1946 | 1954 |
| ---- | ---- | ---- | ---- | ---- | ---- | ---- | ---- | ---- |
| 680  | 748  | 688  | 609  | 650  | 583  | 557  | 490  | 417  |

| 1962 | 1968 | 1975 | 1982 | 1990 | 1999 | 2006 | 2008 | 2013 |
| ---- | ---- | ---- | ---- | ---- | ---- | ---- | ---- | ---- |
| 366  | 302  | 234  | 251  | 239  | 273  | 310  | 320  | 316  |

| 2018 | 2022 | - | - | - | - | - | - | - |
| ---- | ---- | - | - | - | - | - | - | - |
| 321  | 321  | - | - | - | - | - | - | - |

### Enseignement
La commune est rattachée à l'académie de Grenoble.

### Médias
Deux organes de presse écrite sont distribués dans la commune :
- L'Hebdo de l'Ardèche

Il s'agit d'un journal hebdomadaire français basé à Valence et diffusé à Privas depuis 1999. Il couvre l'actualité pour tout le département de l'Ardèche.
- Le Dauphiné libéré

Il s'agit d'un journal quotidien de la presse écrite française régionale distribué dans la plupart des départements de l'ancienne région Rhône-Alpes, notamment l'Ardèche. La commune est située dans la zone d'édition du centre-Ardèche (Privas).

## Économie
En juin 2017, EDF inaugure le parc éolien de la montagne ardéchoise, le plus puissant de la Région Auvergne-Rhône-Alpes, situé sur six communes du département de l’Ardèche (Saint-Étienne-de-Lugdarès, Lespéron, Lavillatte, Issanlas, Le Plagnal et Laveyrune). L’installation comprend 29 turbines pour une puissance installée de 73,5 MW. EDF ouvre également dans la région une agence de développement de projets d’énergies renouvelables.

## Culture locale et patrimoine

### Lieux et monuments
- Église Saint-Hilaire de Lespéron, avec clocher à peigne (XIIe siècle)[22].

Un acte cité dans l'Histoire générale de la province de Languedoc, et extrait du cartulaire de Saint-Guilhem-le-Désert, daté de 1043, indique que deux seigneurs du Vivarais (Itier de Solignac et Pons de Jaujac) donnent à l'abbaye de Saint-Guilhem-du-Désert (Hérault) l'église Saint-Hilaire-Saint-Martin-de-Lespéron (ecclesia Sancti Hilarii quae dicitur Spidonia) située dans les environs de Pradelles : « in suburbio castri quod dicitur Pradellas ».
- Tour de Concoules.
- L'ancien village de Concoules dont une partie de la tour et de l'église sont classés monuments historiques.

### Personnalités liées à la commune
Lespéron est le lieu de naissance du troubadour Perdigon (né vers 1170). D'après sa biographie en occitan : « Perdigons si fo joglars e saup tròp ben violar e trobar. E  fo de l'avescat de Gavaudan, d'un borget que a nom Lesperon. E fo filhs d'un paubre òme que èra pescaire » (Perdigon était jongleur et ménestrel) ; il jouait de la viole et composait des vers avec talent. Il était de l'évêché du Gévaudan, d'un petit bourg nommé Lespéron, et était le fils d'un pêcheur pauvre.

### Héraldique
| Blason de Lespéron | Blason  | Tiercé en pairle renversé : au 1er de gueules à une vielle d'or posée en barre, au 2e de sinople au clocher-mur du lieu d'or, ajouré de sable et ouvert de quatre arcades du champ, chacune campanée d'argent, au 3e d'azur à trois fasces ondées d'argent. |
| Blason de Lespéron | Détails | Le statut officiel du blason reste à déterminer. |